# ゲリラ・ガールズ

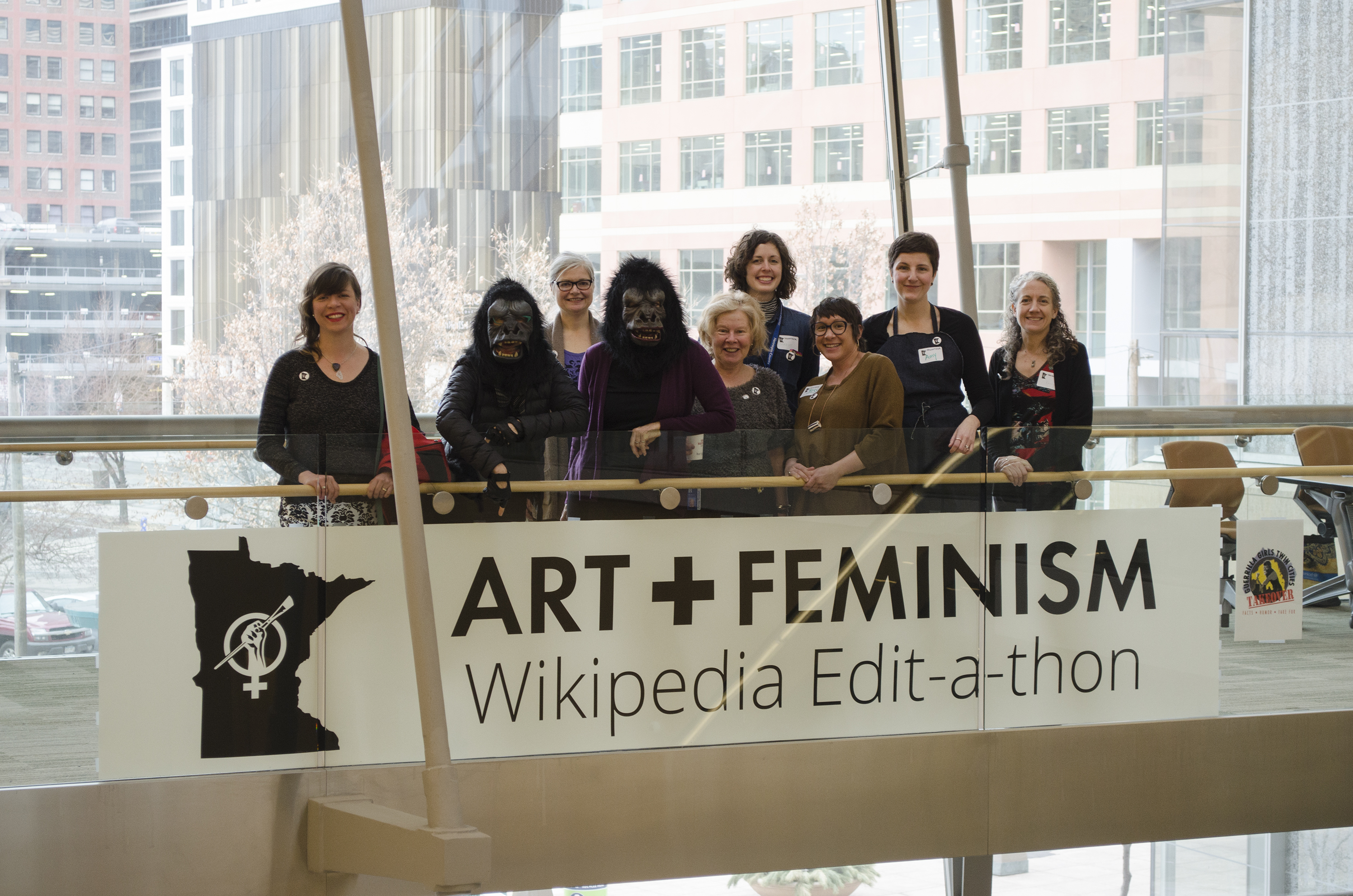
2016年、ウィキペディアのエディタソンの主催者とゲリラ・ガールズのメンバー

ゲリラ・ガールズ（英語: Guerrilla Girls）は、アメリカ合衆国の匿名アーティスト集団。フェミニストであり、アクティヴィストである。

## 歴史
1985年にニューヨークで結成された。結成のきっかけは、「ニューヨーク近代美術館で国際性をうたった展覧会に女性や有色人種のアーティストの参加が10％以下だったこと」である。作品のなかでは、「政治や文化の腐敗」や「性別や民族による偏見」といった問題を取り扱っている。公の場ではゴリラの仮面をかぶって活動する。約60名が参加している。
彼女たちの代表作のひとつは、ドミニク・アングルの『グランド・オダリスク』の裸婦にゴリラの仮面を被せたポスター"Do women have to be naked to get into the Met. Museum?"（女性がメトロポリタン美術館に入るには裸にならないといけないのか?）（1989年）である。
日本では、1996年にオオタファインアーツ、2020年に倉敷芸術科学大学、2023年に渋谷パルコで個展が開かれた。

## 著書
- Confessions of the Guerrilla Girls (Harper Perennial, 1995)
- The Guerrilla Girls' Bedside Companion to the History of Western Art (Penguin Books, 1998)
- Bitches, Bimbos, and Ballbreakers: The Guerrilla Girls' Illustrated Guide to Female Stereotypes (Penguin Books, 2003)
- The Guerrilla Girls' Art Museum Activity Book (Printed Matter, 2004)
- The Hysterical Herstory of Hysteria and How It Was Cured: From Ancient Times Until Now (MFC-Michèle Didier, 2016)
- Guerrilla Girls: The Art of Behaving Badly (Chronicle Books, 2020)

## 関連文献
- 北原恵『アート・アクティヴィズム』インパクト出版会、1999年。ISBN 9784755400858。